# درست آن سوی این جنگل
درست آن سوی این جنگل (لهستانی: Jeszcze tylko ten las) یک فیلم جنگی درام به کارگردانی یان اومنیتسکی است که در سال ۱۹۹۱ منتشر شد و در چهل و هشتمین جشنواره فیلم ونیز به نمایش درآمد.

## گزیدهٔ بازیگران
- ریشاردا خانین
- مارتا کلوبوویچ
- ماژنا تریباوا
- مارک بارگیه‌ئوفسکی
- بوگوسواف سوخناتسکی
- یژی موس